# Redfeather Ranger Station
 (mai 2023).
La Redfeather Ranger Station est une ancienne station de rangers américaine à Red Feather Lakes, dans le comté de Larimer, au Colorado. Située dans la forêt nationale de Roosevelt, elle a été construite par le Civilian Conservation Corps entre 1937 et 1939 et est inscrite au Registre national des lieux historiques depuis le 5 mai 2023. Elle accueille aujourd'hui un office de tourisme du Service des forêts des États-Unis sous le nom de Redfeather Visitor Center.